# Winning Days
Winning Days è il secondo album discografico del gruppo alternative rock australiano The Vines, pubblicato il 23 marzo 2004. Dal disco è estratto il singolo - da cui sarebbe stato poi realizzato il video - di Ride.
Rispetto al precedente debutto, Winning Days ricevette minori ottime critiche, e la band si allontanò sempre di più dalla vena grunge dell'esordio.
Il disco è stato registrato nell'estate del 2003, ai Bearsville Studios di New York, sempre prodotto da Rob Schnapf.

## Tracce
1. Ride – 2:36
2. Animal Machine – 3:28
3. TV Pro – 3:45
4. Autumn Shade II – 3:14
5. Evil Town – 3:06
6. Winning Days – 3:33
7. She's Got Something to Say To Me (Craig Nicholls e Patrick Matthews) – 2:32
8. Rainfall – 3:21
9. Amnesia – 4:39
10. Sun Child – 4:33
11. Fuck The World – 3:41
12. Drown The Baptists (Bonus Track Giapponese) - 2:39

## Formazione

### Musicisti
- Craig Nicholls - voce, chitarre, percussioni
- Patrick Matthews - basso, tastiere
- Ryan Griffiths - chitarra
- Hamish Rosser - batteria, percussioni

### Crediti
- Rob Schnapf - produzione, mixaggio
- Doug Boehm - engineering, mixaggio
- Susanna Howe - fotografie del booklet album
- Love Police - copertina dell'album